# 222
222是一個在221和223之間的自然數。

## 數學性質
- 合數，正因數有1、2、3、6、37、74、111和222。
質因數分解為{\displaystyle 2\times 3\times 37}。
- 第52個過剩數，真因數和為234，盈度為12。前一個為220、下一個為224。
  - 第53個半完全數，和為本身的其中一組因數為37、 74、 111。前一個為220、下一個為224。
- 不尋常數，大於平方根的質因數為37。
- 第22個佩服數，相減後為本身的因數為6。前一個為186、下一個為224。
- 無平方數因數的數。
- 第20個楔形數。前一個為195、下一個為230。
- 第26個十进制的自我數。前一個為211、下一個為233。
- 第67個十进制的哈沙德數。前一個為220、下一個為224。
- 十进制的奢侈數。
- 圓的圓心角分成兩份，其中一份約222.49°時，兩個扇形的面積比就是黄金比例

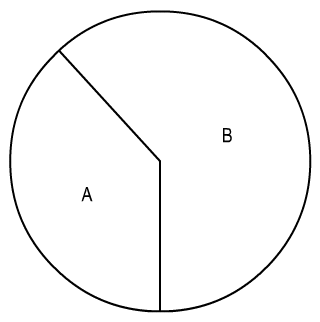
中心角222.49°時B/A是黄金比例

## 其他領域
- 222年
- 日本神奈川縣橫濱市港北區郵區編號的地區代碼
- 台北聯營公車的一條兩段票路線